# Europaparlamentsvalet i Irland 2014
Europaparlamentsvalet i Irland 2014 ägde rum fredagen den 23 maj 2014. Drygt 3,2 miljoner personer var röstberättigade i valet om de 11 mandat som Irland hade tilldelats. Fine Gael blev det största partiet med fyra mandat. I valet gick Sinn Fein kraftigt framåt och fick tre av Irlands elva mandat i Europaparlamentet, främst på Arbetarpartiets bekostnad som förlorade sina tre tidigare mandat. Fianna Fáil fick ett mandat. Tre mandat gick till oberoende kandidater.